# 428 v.Chr.

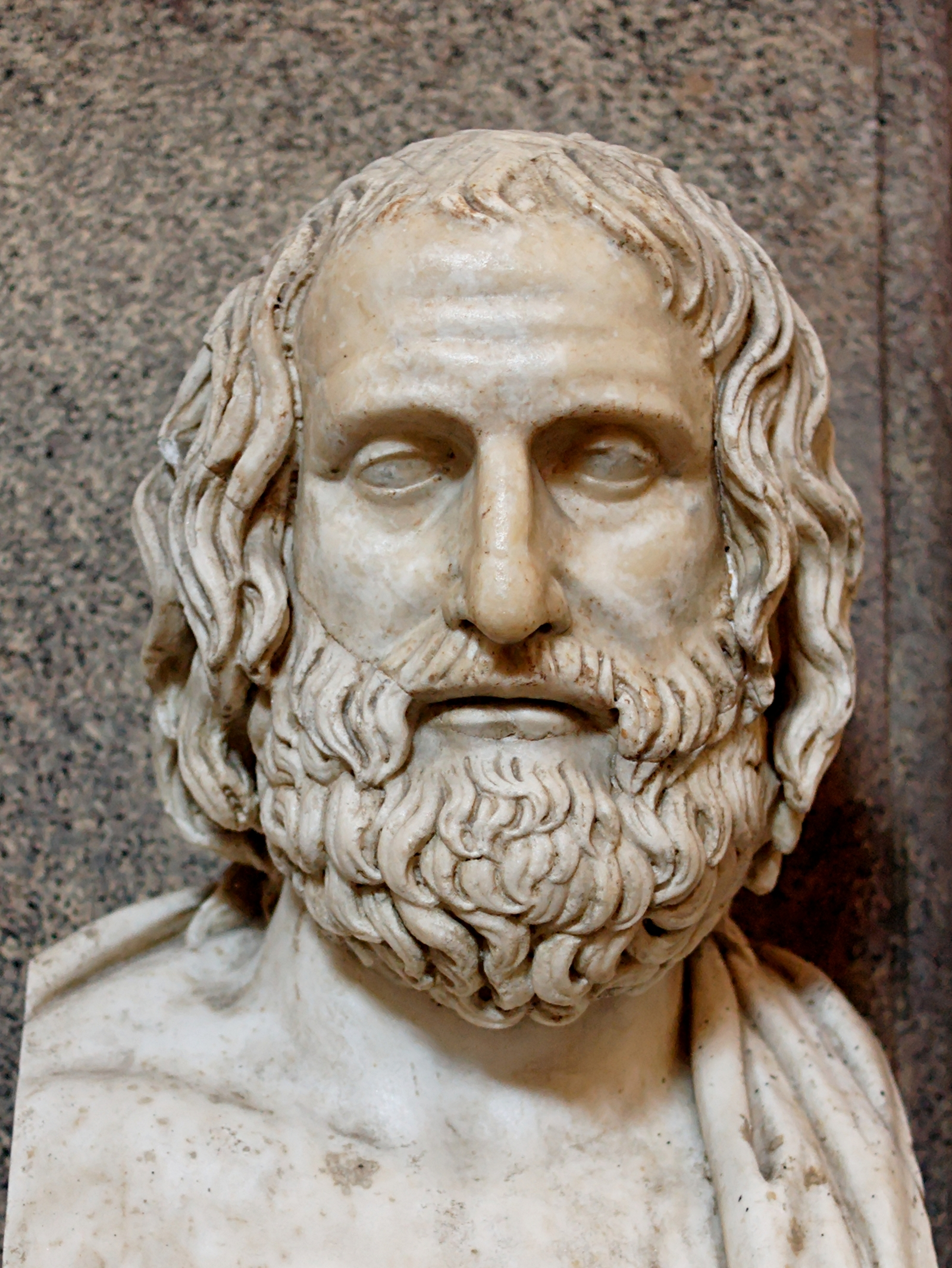
Marmeren buste van Euripides, uit het Pio Clementino Museum (Rome)

Het jaar 428 v.Chr. is een jaartal in de 5e eeuw v.Chr. volgens de christelijke jaartelling.

## Gebeurtenissen

### Griekenland
- Mytilini, de hoofdstad van Lesbos, komt in opstand. Het Atheense leger belegert de stad.
- In Athene wordt Euripides, Grieks tragediedichter, onderscheiden voor zijn stuk "Hippolytus".

### Italië
- In Rome zijn Aulus Cornelius Cossus en Titus Quinctius Pennus Cincinnatus (tweede keer) consul.
- De Griekse handelskolonie Cumae wordt veroverd door de Samnieten.

## Geboren
- Archytas (~428 v.Chr. - ~347 v.Chr.), Grieks astronoom, filosoof en staatsman

## Overleden
- Anaxagoras (~500 v.Chr. - ~428 v.Chr.), Grieks astronoom en filosoof (72)